# Петросян, Эдик Александрович
Эдик Александрович Петросян (арм. Էդիկ Ալեքսանդրի Պետրոսյան; 22 ноября 1932, Ереван — 2 декабря 1991, там же) — общественный деятель, советский армянский инженер, кандидат технических наук (1974). Генеральный директор производственного объединения «Позистор» — завод «Сириус». Заслуженный инженер Армянской ССР. Лауреат Государственной премии СССР (1984).

## Биографические данные
Эдик Петросян родился 22 ноября 1932 года в Ереване, армянин.
Окончил Ереванский энергетический техникум в 1951 году, затем в 1956 году — Ереванский политехнический институт имени К. Маркса. Член КПСС с 1961 года.
В 1974 году защитил кандидатскую диссертацию по специальности «Конструирование, технология производства радиотехнических и электронных устройств» в Московском авиационно-технологическом институте имени К. Э. Циолковского.

## Научно-производственная деятельность
- 1957—1964 — участвовал в разработке и внедрении в производство светотехнических изделий и приборов. Занимал должности начальника производства, заместителя главного инженера, заместителя директора.
- 1964—1966 — участвовал в разработке и внедрении электронных приборов и устройств в ОСКБ НИИ радиокомпонентов и конструкторско-технологическом бюро радиокомпонентов. Занимал должности заведующего лабораторией, заместителя директора.
- 1966—1974 — занимался разработкой и внедрением электронных приборов, в частности, настольных клавишных вычислительных машин, исследованием проблемы термостатирования и созданием термоэлектрических охлаждающих устройств. Занимал должности директора предприятия и генерального директора ПО «Эребуни» в городе Эчмиадзин.
- 1974—1991 — генеральный директор производственного объединения «Позистор» в городе Абовян.

Под научным руководством и при непосредственном участии Э. А. Петросяна были решены проблемы создания управляемых диагностических систем с применением микропроцессорной техники и разработан ряд систем для контроля, диагностики, анализа отказов и научных исследований полупроводниковых структур и начато их промышленное освоение. Эти системы позволяют, впервые в отечественной практике осуществить контроль характеристик БИС и СБИС, их диагностику непосредственного в процессе изготовления. Полученная таким образом информация дает возможность осуществить эффективную машинную обработку и обеспечить быструю обратную связь в производстве БИС и СБИС.
Для исследования динамических характеристик прочности летательных аппаратов совместно с ЦАГИ имени Н. Е. Жуковского был создан автоматизированный многоканальный комплекс управления экспериментом на базе микро-ЭВМ для испытания универсальных электрогидравлических машин и натурных конструкций летательных аппаратов, позволяющий в реальном масштабе времени оценивать качественные характеристики изделия. Тот же принцип был положен в основу создания ряда систем управления технологическими процессами в сельском хозяйстве, в создании автоматизированных комплексов по производству изделий электронной техники, в том числе роботизированных комплексов.
В объединении, руководимом Э. А. Петросяном, было организовано крупносерийное производство ЭВМ микро- и мини- классов и комплексов на их основе, обеспечивающих потребности народного хозяйства страны в полном объёме. В то время объединения являлось единственной организацией, обеспечивающей потребность в указанном классе средств вычислительной техники.
Заслуги Э. А. Петросяна в 1984 году были отмечены Государственной премией СССР.

## Научно-общественная деятельность
- Делегат 26 съезда Коммунистической партии Советского Союза.
- Делегат 26, 27 и 28 съездов Коммунистической партии Армении.
- Кандидат в члены ЦK КП Армении.
- Депутат Верховного Совета Армянской ССР[когда?].
- Член комиссии по научно-техническому прогрессу ЦK КП Армении и Совета Министров Армянской ССР.
- Член комиссии по науке и технике Верховного Совета Армянской ССР.
- Член координационного Совета вычислительной техники и систем управления при Академии наук Армянской ССР и Госплана Армянской ССР.
- Член Совета по естественным и гуманитарным наукам при АН Армянской ССР.
- Член Совета по полупроводникам при Президиуме АН Армянской ССР.
- Член Специализированного Совета Вычислительного центра АН Армянской ССР.
- Член объединенного специализированного совета Ереванского политехнического института и ПО «Позистор» — председатель секции.

## Научно-педагогическая работа
Вёл активную работу по подготовке научных и инженерных кадров. По инициативе Э. А. Петросяна при производственном объединении «Позистор» с 1978 года функционируют филиалы кафедр Ереванского политехнического института по специальностям: микроэлектронные и полупроводниковые приборы, конструирование и проектирование электронно-вычислительной аппаратуры, выпускающие ежегодно 200 инженеров, конструкторов-технологов микроэлектронных приборов для предприятий страны.
По личной инициативе Э. А. Петросяна в производственном объединении «Позистор» совместно с Ереванским политехническим институтом был организован и действовал специализированный совет по защите кандидатских диссертаций.
Активно занимался подготовкой специалистов в области микропроцессорной техники. 1977—1984 годах периодически проводились конференции по применению микропроцессорной техники в народном хозяйстве, а также ежеквартальные курсы повышения квалификации специалистов вычислительной техники, потребителей микропроцессоров и периферийных устройств, выпускаемых объединением.

## Основные научные труды
Э. А. Петросян имел 44 научных труда, в том числе 23 авторских свидетельств, а также многочисленные отчёты по научно-технической тематике. Результаты работ Э. А. Петросяна докладывались на всесоюзных и международных конференциях.
Создание в Армянской ССР современного электронного приборостроения во многом связано с именем Эдика Александровича Петросяна. Его научно-производственная деятельность распространяется от твердотельной электроники и энергетики, лазерной техники до автоматических диагностических систем. Все работы, проведенные под руководством генерального директора ПО «Позистор» Э. А. Петросяна, были направлены на решение важнейших народнохозяйственных задач страны. Для него была характерна глубина научной проработки проблем, привлечение к конкретным исследованиям научных учреждений республики и ведущих научно-исследовательских институтов страны.

## Награды
- Орден Ленина
- Орден Октябрьской Революции
- Два ордена Трудового Красного Знамени и медали
- Государственная премия СССР (1984)
- Заслуженный инженер Армянской ССР
- Почётный радист СССР

## Память
- 20 сентября 2002 года, в связи с 70-летием Эдика Александровича Петросяна, Научно-производственный центр и Зимний сад завода «Сириус» были названы его именем.[2]
- 23 октября 2002 года, в связи с 70-летием Эдика Александровича Петросяна, улица Севани в городе Абовян была названа его именем.[3]